# Гатін Олексій Юрійович
Олексій Юрійович Гатін (нар. 28 травня 1974, Ворошиловград (нині Луганськ)) — російський волейбольний тренер, колишній український волейболіст, гравець збірної України.

## Життєпис
Народжений 28 травня 1974 року в м. Ворошиловграді (нині — Луганськ).
Закінчив Донецький педагогічний інститут (нині Донецький національний університет імені Василя Стуса).
Грав у донецькому «Шахтарі» (1991—1992), решту кар'єри провів закордоном, зокрема, в італійських клубах (серед них — «Лубе Банка Марке» (Мачерата, 1999—2000; «Призма» (Таранто), 2005—2006), також грецькому «Олімпіакосі» (Пірей, 2003—2004), «Сон Амар» (Пальма, Іспанія, 2004—2005). У сезоні 2007—2008 грав у грецькому клубі «Ламія».
Станом на 2009 рік мешкав в Ялті.
Тренував дитячі та юнацькі команди Криму, жіночу команду Алушти. 1 червня 2019 року став тренером калінінградського «Локомотива».

### Досягнення
- фіналіст Кубка ЄКВ[5] 2005

### Сім'я
Має трьох дочок.